# Marie Křížová (zpěvačka)
Marie Křížová, rozená Blahynková, (* 26. července 1989 Kyjov) je česká zpěvačka a herečka.

## Život
Marie Křížová vystudovala fakultu sportovních studií, obor animátor sportovních aktivit, a pokračovala ve studiích na Pedagogické fakultě na Masarykově univerzitě v Brně. Věnovala se i zpěvu, v němž uspěla na mezinárodních soutěžích. Proslavila se i na TV Barrandov, kde ztvárnila roli advokátky v pořadu Soudce Alexandr. Také se účastnila show Robin Hood – Cesta ke slávě. Získala tím roli Kitty v muzikálu Robin Hood. Vdala se za Jana Kříže dne 1. listopadu 2015 v Evangelickém chrámu U Salvátora v Praze. Její sestrou je Eva Blahynková-Hráská.